# ウォーターズ (お笑いコンビ)
ウォーターズは、グレープカンパニー所属のお笑いコンビ。2018年結成。

## メンバー
とう（1999年12月20日 - ）（25歳）
立ち位置は向かって左。
- 山梨県南都留郡忍野村出身。本名、渡辺 柊。旧芸名、わたなべ とう。
- 身長157 cm。体重65 kg。血液型B型。
- 胸囲88 cm、腹囲80 cm、腰囲90 cm。足のサイズ26.5 cm。
- 学生時代はラグビー部に所属しており、趣味や特技にもラグビーを挙げている。サッカー経験もあり、スポーツ全般が得意。
- サッカーゲームの「ウイニングイレブン」も得意としている。
- 高所恐怖症。

魂人（たまひと、2000年1月7日 - ）（25歳）
立ち位置は向かって右。
- 山梨県忍野村出身。本名、佐藤 魂人。
- 身長168 cm。体重100 kg。血液型B型。
- 足のサイズ27.5 - 28 cm。
- ｢魂人」という名前は本名である。子供の頃から「こんと」や「かいと」などと読み間違えられることが多く、学生時代には、教師に半年間ほど「かいと」であると勘違いされ続けた経験もある。
- 事務所の先輩などからは「たま」｢たまちゃん」といった愛称で呼ばれることも多い。
- 学生時代は野球部に所属しており、趣味や特技にも野球を挙げている。その他のスポーツをプレイすることや、モータースポーツの観戦も趣味。

## 来歴
高校3年生の頃からグレープカンパニーのオーディションを受け続け、高校卒業と同時に正式所属。
ライブを中心に活動をしている。

## 芸風
主に漫才。コントも行う。ボケとツッコミの担当は固定せず、ネタによって変えるスタイル。

## 賞レース成績

### Mｰ1グランプリ
| 年度             | 結果      | エントリー No. | 会場                        | 日程     |
| ---------------- | --------- | -------------- | --------------------------- | -------- |
| 2018年（第14回） | 1回戦敗退 | 3106           | 新宿シアターモリエール      | 9月26日  |
| 2019年（第15回） | 2回戦進出 | 517            | 雷5656会館ときわホール      | 10月23日 |
| 2020年（第16回） | 1回戦敗退 | 2058           | シダックスカルチャーホールA | 8月20日  |
| 2021年（第17回） | 1回戦敗退 | 2449           | シダックスカルチャーホールA | 9月28日  |
| 2022年（第18回） | 1回戦敗退 | 2865           | 大宮ラクーンよしもと劇場    | 9月6日   |
| 2023年（第19回） | 1回戦敗退 | 2382           | シダックスカルチャーホールA | 9月8日   |
| 2024年（第20回） | 3回戦進出 | 2019           | KANDA SQUARE HALL           | 11月7日  |
| 2025年（第21回） |           | 1099           |                             |          |

### その他
- キングオブコント2018 - 1回戦敗退
- キングオブコント2020 - 1回戦敗退
- キングオブコント2021 - 1回戦敗退
- キングオブコント2024 - 準々決勝進出
- UNDER 25 OWARAI CHAMPIONSHIP2024 - 準決勝進出[10]
- 30-1グランプリ2025 - 準優勝[11]
- ツギクル芸人グランプリ2025 - 準決勝進出[12]
- キングオブコント2025 - 準々決勝進出[13]

## 出演

### テレビ
- 勇者ああああ 〜ゲーム知識ゼロでもなんとなく見られるゲーム番組〜（テレビ東京、2019年6月6日） - とうのみ（アルコ&ピース酒井のチームメイトを決める企画のオーディション生として）
- 視聴者様に飼われたい！（テレビ東京、2020年8月3日） - とうのみ（東京ホテイソンの助っ人として）
- 深夜のハチミツ（フジテレビ、2023年4月10日〈9日深夜〉 - 5月1日〈4月30日深夜〉） - 「4月のつぼみ芸人」として出演[14]
- 天才たちのドッキリ 叡智のムダ使い（TBS、2023年12月20日） - 魂人のみ[15]

### テレビドラマ
- 新・信長公記〜クラスメートは戦国武将〜（日本テレビ系列、2022年7月24日） - とうのみ（大沢一郎 役）

### ラジオ
- あぁ〜しらきのお笑い給湯室（東京ネットラジオ、2019年10月3日配信回）
- ピンじゃ良くないラジオ（Radiotalk、2021年4月8日[16]、4月10日[17]、4月12日[18]、4月16日[19]、4月18日[20]）
- ウォーターズの水飲み場（Radiotalk、2021年7月15日 - ）

### ネット配信番組
- グレープカンパニーのジョキ部（ニコジョッキー、2018年5月18日[21]・11月16日[22]、2019年5月17日[23]・12月20日〈魂人のみ〉[24]、2020年11月20日[25]、2021年1月22日〈魂人のみ〉[26]）
- グレープカンパニーの前説放送（ニコジョッキー、2019年1月24日[27]）
- GENERATIONS高校TV（ABEMA、2020年4月12日[28][29]）
- ゼロxラボ Playroom『全力90』（YouTube、2021年5月19日[30] - 6月9日[31]）

### Webドラマ
- サラリーマン山崎シゲル（2025年7月1日 - 、FOD SHORT） - 魂人[32]

## 単独ライブ
- ウォーターズ初単独ライブ「ありったけを、」（新宿バティオス、2023年5月1日）[33]
- ウォーターズ第二回単独ライブ 「いただきます！！」（新宿バティオス、2024年5月5日）[34]
- ウォーターズ 第三回単独ライブ「ぜんぜんさむない〜必笑うぉたず剣受けてみよ！〜」（新宿バティオス、2025年6月22日）[35]